# District d'Avenches
Pour les articles homonymes, voir Avenches (homonymie).
 (juillet 2023).
Si vous disposez d'ouvrages ou d'articles de référence ou si vous connaissez des sites web de qualité traitant du thème abordé ici, merci de compléter l'article en donnant les références utiles à sa vérifiabilité et en les liant à la section « Notes et références ».
1798–2007
Entités précédentes :
- Bailliage d'Avenches

Entités suivantes :
- District de la Broye-Vully

Le district d'Avenches est l'un des 19 anciens districts du canton de Vaud. 
Il est créé en 1798 et fait partie du canton de Fribourg jusqu'en 1803. Il disparaît le 1er janvier 2008 à la suite du redécoupage territorial du canton de Vaud, toutes les communes le composant rejoignant le nouveau district de la Broye-Vully.

## Communes
- Cercle d'Avenches :
  - Avenches (à la suite de la fusion des communes d'Avenches et de Donatyre le 1er juillet 2006)
  - Faoug
  - Oleyres

- Cercle de Cudrefin :
  - Bellerive
  - Chabrey
  - Constantine
  - Cudrefin (à la suite de la fusion des communes de Cudrefin et de Champmartin le 1er janvier 2002)
  - Montmagny
  - Mur
  - Vallamand
  - Villars-le-Grand